# エレバス級モニター
| エレバス級モニター                 | エレバス級モニター |
| ---------------------------------- | --- |
| 写真は近代化改装後の「エレバス」。 | |
| 艦級概観                           | |
| 艦種                               | モニター艦 |
| 艦名                               | |
| 前級                               | マーシャル・ネイ級 |
| 次級                               | ロバーツ級 |
| 性能諸元                           | |
| 排水量                             | 基準：7,200トン 常備：8,000トン 満載：8,450トン |
| 全長                               | 123.4m -m（水線長） |
| 全幅                               | 27.0m |
| 吃水                               | 3.56m |
| 機関                               | バブコック・アンド・ウィルコックス式重油専焼水管缶4基 +形式不明三段膨張型レシプロ機関2基2軸推進 |
| 最大出力                           | 6,000hp |
| 最大速力                           | 12.0ノット |
| 航続距離                           | -ノット/-海里 （重油：-トン） |
| 乗員                               | 315名 |
| 兵装                               | Mark I 38.1cm（42口径）連装砲1基 15.2cm（45口径）単装速射砲2基 7.62cm（45口径）高角砲 （近代化改装後： Mark I 38.1cm（42口径）連装砲1基 10.2cm（45口径）単装高角砲8基 7.62cm（40口径）単装高角砲2基 ビッカーズ 13.2mm機関銃2丁 |
| 装甲                               | 舷側：152mm（水線部） 甲板：25～51mm（主甲板） 主砲塔：330mm（前盾）、-mm（側盾）、-mm（天蓋） 防水隔壁（バルクヘッド）：102mm（最厚部） 主砲バーベット部：203mm（最厚部） 司令塔：152mm（最厚部）                             |

エレバス級モニター (英語: Erebus class monitors) は、イギリス海軍が第一次世界大戦で建造したモニターの艦級である。第二次世界大戦でも運用された。
本級の2隻の艦名は、ジョン・フランクリンによる北西航路調査のために1845年に北極諸島へ派遣され遭難した2隻のボムケッチに因んで命名された。

## 概要
本級はイギリス海軍が艦砲射撃を行うために建造したモニター艦である。本級の特徴として最低限の航行能力を持った平甲板型の幅広い船体による安定性に重点を置いた設計を採っていた。本級は船体が小型のために前弩級戦艦よりも吃水を浅く設計でき、これにより大型艦よりも座礁の危険性を少なくでき、より沿岸部に接近しての砲撃が可能となった。またバルジの装着により、魚雷や機雷への耐甚性も確保していた。
本級は42口径15インチ（38.1センチ）連装砲塔1基を装備した。「テラー (HMS Terror) 」の主砲塔は、マーシャル・ネイ級モニター「マーシャル・ネイ (HMS Marshal Ney) 」から撤去した15インチ連装砲塔で、もともとはリヴェンジ級戦艦「ラミリーズ (HMS Ramillies, 07) 」の主砲であった。
「エレバス (HMS Erebus) 」の15インチ連装砲塔は、カレイジャス級巡洋戦艦「フューリアス (HMS Furious, 47) 」の予備砲塔であった。「フューリアス」の初期計画は姉妹艦（カレイジャス、グローリアス）と同様に15インチ連装砲塔2基搭載であり、40口径砲18インチ（45.7センチ）単装砲の搭載が決まったあとも、18インチ砲が失敗作だった場合に備えて確保されていた。

## 建造経緯
第一次世界大戦のガリポリ攻防戦（ダーダネルス戦役）に派遣されていたクイーン・エリザベス級戦艦「クイーン・エリザベス (HMS Queen Elizabeth, 00) 」がイギリス本国に帰投することになり、イギリス海軍は代艦として15インチ砲搭載モニターの配備を要求した。マーシャル・ネイ級2隻に続き、15インチ砲搭載モニター4隻（M34、M35、M36、M37）の追加建造が1915年5が月18日に発注された。ところが15インチ砲搭載型超弩級戦艦（R級戦艦）の建造スケジュールに悪影響を与えることが判明し、同年6月10日に計画は取り消された。
同時期、就役したマーシャル・ネイ級のディーゼルエンジンが不調を極めていた。そこで新しいモニター艦にネイ級の15インチ連装砲を移し替えることになり、1915年9月にハーランド・アンド・ウルフ社に492番船と493番船が発注され、ゴーバン造船所で2隻（エレバス、テラー）の建造がはじまった。「マーシャル・ネイ」の15インチ連装主砲塔は予定どおり同艦から撤去され、「テラー」に移植された。一方、ネイ級「マーシャル・ソルト (HMS Marshal Soult) 」は機関の調子が良くなって1915年11月に完成した。「ソルト」からの15インチ主砲撤去は中止され、そのまま運用が続けられた。「エレバス」には、18インチ砲が失敗作だった場合の保険として「フューリアス」用に確保されていた15インチ連装砲塔が搭載された。
15インチ搭載モニター3隻（マーシャル・ソルト、エレバス、テラー）は地中海に派遣されず、ベルギー海岸地帯で艦砲射撃をおこない、対地支援任務で活躍した。第一次世界大戦終結後、他のモニター艦が退役して解体されたり、雑役艦やハルクに転用されるなかで、エレバス級モニター2隻は現役艦であった。第二次世界大戦でもエレバス級2隻は各戦線での対地砲撃に投入され（MC5作戦など）、「テラー」はドイツ空軍のJu87により1941年2月24日に沈没した。「エレバス」は世界大戦終結まで生き延びた。

## 艦形

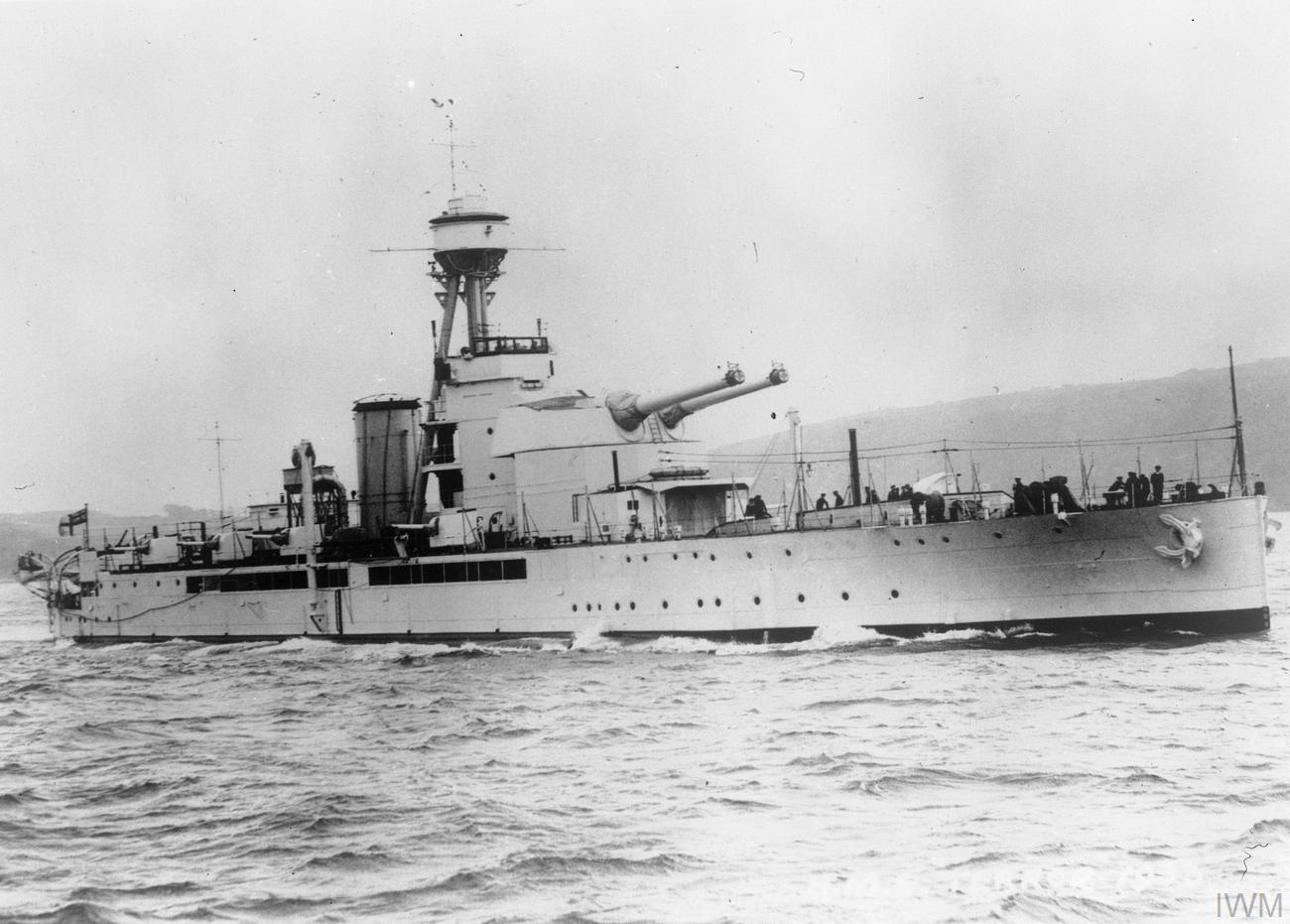
竣工当時に右舷から撮影された「テラー」。

本級の基本構造は、既存の大口径砲搭載モニター（アバクロンビー級、ロードクライブ級、マーシャル・ネイ級）を踏襲しているが、先行艦の運用実績を加味して改良が加えられている。乾舷が低い長船首楼型船体の艦首に1基の砲塔を配置していた。その背後に多層化した操舵艦橋を基部に持つ不釣合いなほどに高い、頂上部に見張り所を持つ三脚式のマスト、中央部に細い1本煙突が立つ。船体の断面図は安定性を増すために船体下部にバルジを装着している。舷側には沿岸砲台からの砲撃を受けた時の防御として最厚として152mm装甲が貼られ、甲板防御も同時代のイギリス軽巡洋艦と同等の25mmから51mm装甲を貼られた。また、本級には低速時の運動性を向上させるために艦首に補助舵が配置していた。
第一次世界大戦中にエレバス級2隻はドイツ帝国海軍の水雷艇に襲撃されて被害を受けたが、バルジのおかげで沈没を免れた。

## 主砲、そのほかの武装

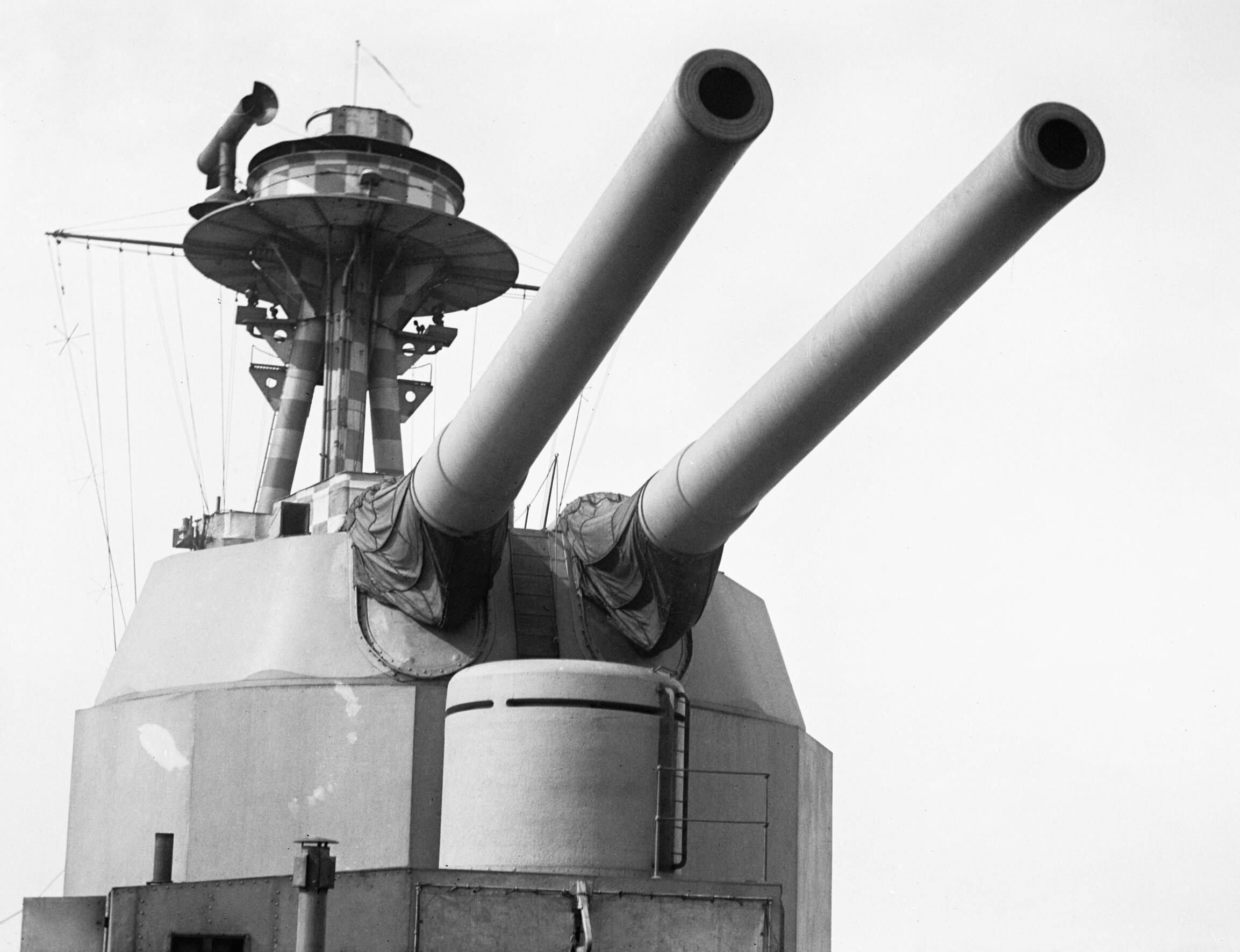
艦首甲板上から撮影された「テラー」の主砲塔。

本級の主砲として、当時のイギリス海軍の超弩級戦艦や巡洋戦艦に採用された「Mark I 38.1cm（42口径）砲」の連装式主砲塔がそのまま流用された。その性能は重量871kgの主砲弾を最大仰角30度で射距離26,520mまで届かせる事ができる性能で、射程13,600m台で舷側装甲305mmを抜く能力があったと記録に残っている。俯仰能力は仰角30度・俯角5度で発射速度は毎分2発である。動力は蒸気機関による水圧ポンプ駆動であり補助に人力を必要とした。旋回角度は艦首方向を0度として左右150度の旋回角が可能であった。
後に本級のうち「エレバス」の主砲身はイギリス海軍最後の超弩級戦艦「ヴァンガード」の主砲の砲身に流用された。

## 同型艦
- エレバス (HMS Erebus)
- テラー (HMS Terror)